# Pa-ce képlet
A Ba Zi képlet (egyszerűsített kínai: 八字; pinjin bāzì, magyar népszerű: pa-ce) egy kínai jövendőmondó rendszer vagy képlet, amelyet a mai napig, napi szinten használnak főként Kínában, de a világ egyéb országaiban is. Ezzel a képlettel elemzik az emberek sorsát illetve jövőjét.

## Eredete és elnevezése
A pa-ce (Ba Zi) képlet alapja az ún. Hszia (Xia)-kalendárium, amelyet Kína történelmének első dinasztiájáról neveztek el, a Hszia-dinasztia-ról (i. e. 2070 körül  - i. e. 1600 körül). Ez a kalendárium más néven  „Földművelők kalendáriuma”-aként vált ismertté. Az oka igazán egyszerű, hiszen a földművelőknek pontosan meg kellett figyelniük a négy évszak változását és azok hatásait. Tudniuk kellett, hogy mikor, milyen terményeket ültessenek, ismerniük kellett a természetet, amely az életet biztosította számukra. 
A naptár rendszerét a Sárga Császár alkotta meg és két elemmel bővítette. Az egész képlet „égi törzsek” és „földi ágak” elemeiből épül fel. A császár i. e. 2697-ben kezdte használni, ezért a rendszer kezdőpontjaként tekintjük ezt az évszámot. 
Az évek, évszázadok teltek és a rendszer más elnevezésekkel is ismertté vált. Azonban nem csak a név változott, hanem a képlet egy-egy elemét is megváltoztatták. Egy Zu Ping nevezetű tudós szerint a képlet középpontjában az ember születésének napja kell, hogy álljon, nem pedig az év. A tudós neve is harmóniát sugall, „a víz egyensúlya”. A Ba Zi, „nyolc karakter”-t jelent, ugyanis a rendszer nyolc karakterrel írható le. A születési dátum mind a négy elemét tartalmazza (év, hónap, nap, óra). A mai napig óriási jelentőséggel bír a sors elemzése az emberek életében, így a Ming Li, „az élet elmélete” igazán kifejező megnevezés. A rendszer az idő folyamán egyre több elnevezéssel büszkélkedhetett, de a rendeltetése alapjában véve nem esett át nagy változáson, csupán kibővült.

## Szerepe az emberek életében
A kínai sorselemzés egy olyan tevékenység, amit az ember bármikor megtehet. A mindennapi élet különböző területeit érinti. Legyen szó egészségről, gazdagságról, házastársválasztásról, esküvőről, költözésről, megnyitóünnepségekről vagy akár egy fontos szerződés aláírásról, a képlet tanácsot ad. Úgy tartják, hogy a Sorsot nem lehet megváltoztatni, de befolyásolni igen és bizonyos dolgokat lehet előre jelezni. Azonban a képletben előforduló elemek értelmezése nem kis munka. Ismernünk kell a rendszer minden elemét, az elemek közötti kölcsönhatásokat, a jelentést amit hordoznak. Ez nem lehetetlen vállalkozás, a kínai emberek szinte minden nap megteszik és hisznek abban, amit felfedeznek a képletben. A képlet értelmezésével nemcsak a jövő egyes elemei tárhatók fel, hanem az emberek közötti kapcsolatok tulajdonságai és saját magunk megismerésében is segítséget nyújthat. 

## A képlet szerkezete

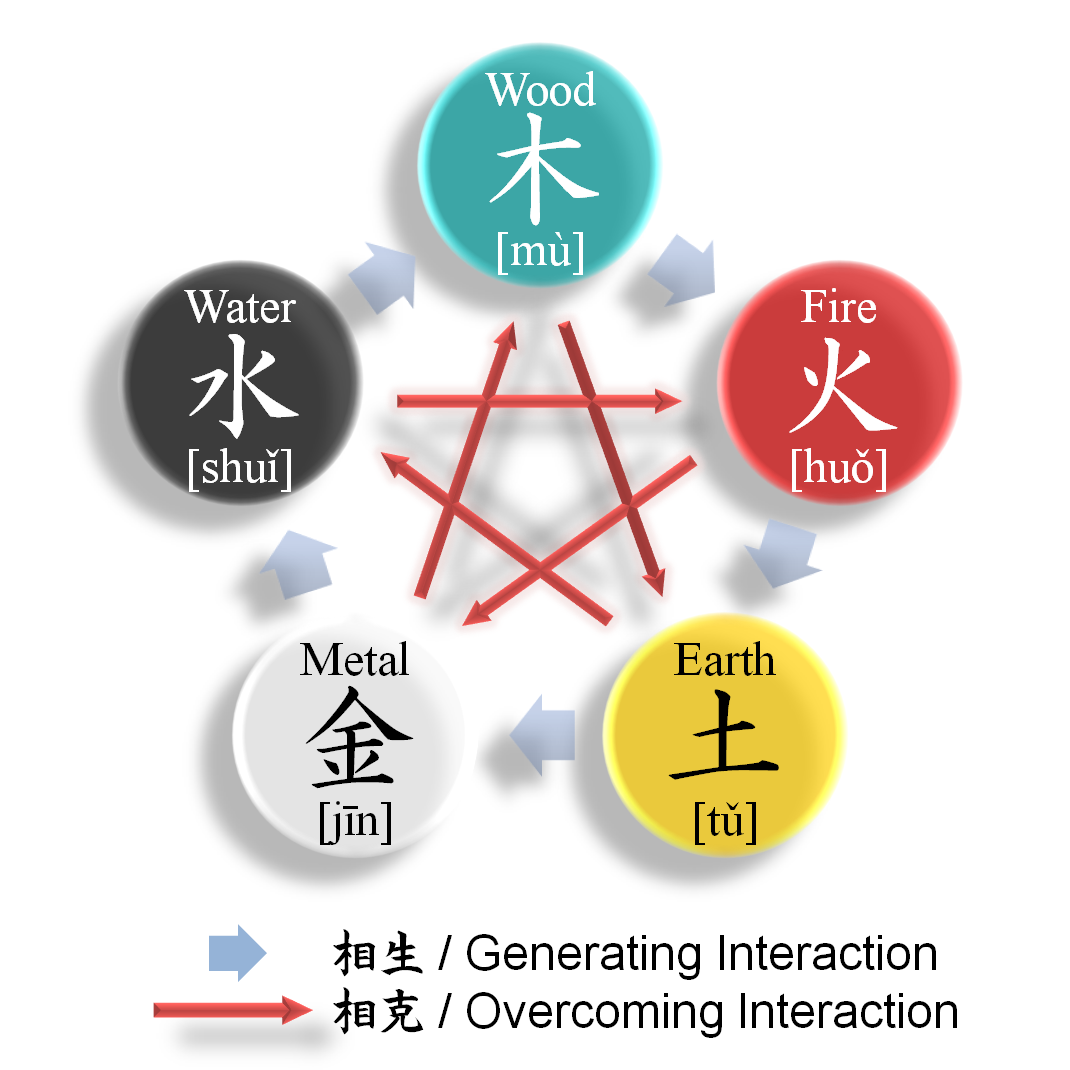
Az öt elem születés és pusztítás köre

Forrása a "Tízezer éves naptár", amelyből felállítható a négy oszlop. A kínai naptár vagy kalendárium egyaránt nap (szolár) - és holdnaptárt (lunár) is alkalmaz. A Hszia (Xia)-kalendárium a napnaptárt használja, úgy ahogy a legtöbb mai sorselemző illetve jóslórendszer. 
A sorselemzés nélkülözhetetlen részei az öt elem és a harmóniát szimbolizáló Jin és Jang (Yin és yang) páros. Az öt elem kapcsolata, a születés és pusztítás körének folyamata hatja át az egész rendszert. Ezzel a kapcsolatrendszerrel szinte minden apró részlet az ember életében megmagyarázható. A hagyományos kínai orvoslás előszeretettel hivatkozik az öt elem rendszerére, ugyanis az elemekhez testrészek illetve érzékszervek tartoznak. 

Yin és yang páros

A képletet másképpen "Négyoszlopos rendszer"nek nevezik, mivel négy oszlopból áll a táblázat. Az "égi törzsek" és "földi ágak" jelentik alapját és az oszlopokban elhelyezkedő elemek. A négy oszlop a következőkből áll balról jobbra haladva: óra, nap, hónap, év. Mindenki a saját születési adatait használva készíti el, így lesz egyedi az "elemek kosara". Ezen oszlopok mindegyike két-két elemből tevődik össze. Az "égi törzsben", a képlet felső sorában az öt elem valamelyikét vagy akár más-más elemeket illetve a yin és yang páros valamelyikét találjuk. Mind az öt elem rendelkezik yin és yang aspektussal. A sor legfontosabb eleme a nap oszlop része, mely a személyes elemünket jelképezi. Ez azért fontos, mert a saját, személyes kapcsolatainkat ebből az "elempárból" kiindulva elemezhetjük. A képlet alsó sorát a "Földi ágak" foglalják el, amely szintén az öt elem valamelyikéből, a yin és yang aspektusából és a kínai zodiákus tagjaiból áll. A zodiákus vagy állatöv tagjai tizenkét egymástól eltérő állat, melyek alkothatnak szövetséget vagy akár szerencsétlenséget is hozhatnak az emberre, ha a képletében együtt találhatóak.
A négy oszlop elemeinek megfigyelésével a családtagok közötti kapcsolat tulajdonságait is képesek vagyunk elemezni. Az oszlopok az egyes családtagokat jelölik. A születési év két elempárja a nagyszülőket, a hónapé a szülőket és az óra két elempárja a gyermekeinket vagy leendő gyermekeinket jelenti. Egy elempár kimaradt a jellemzésből, ez pedig a "földi ág" sorában a nap részben foglal helyet, közvetlenül a személyes elemünk alatt. Nem nehéz kitalálni, hogy ez a pár a házastársat jelöli. Fontos, hogy az "égi törzsek"-ben szereplő családtagok mindig a férfiak, a "földi ágak"-éban pedig a nők. Például, ha a saját elemed Víz és a szüleidé (hónap oszlop) Fém, akkor a szüleid támogatnak és nagyon jó a kapcsolatotok, mivel a születés köre szerint a Fém hozza létre a Víz elemet. 
A képlet még egy jelentős részlettel vagy oszlopsorral rendelkezik, ez a "Tíz szerencseoszlop" megnevezést kapta. Az elnevezés beszédes hiszen az emberek szerencsés időszakait ebből a táblázatból olvashatjuk ki. A tízes szám azt jelenti, hogy tízéves időszakokra oszthatjuk életünket. Úgy tartják a kínaiak, hogy az ember szerencséjét és sorsát már születésétől fogva figyelemmel lehet követni és ha egy szerencsétlen időszak elé néz, akkor a rossz hatások gyengíthetőek méghozzá a "kedvező elemek" segítségül hívásával. Például, ha a személyes elemünk ("égi törzs", nap elem) Tűz, akkor a kedvező elemeink a Tűz, a Fa és a Víz. Ismét a születés körével magyarázható az elemek kapcsolata. A Fa az az elem, amely létrehozza és táplálja a Tűzet, a Víz ugyan gyengíti azt, de táplálja a Fát, melyből létrejön a Tűz, így építő hatású. Egy-egy oszlop felső sora a tízéves időszak első öt évét, míg az alsó az időszak második öt évét írja le. Az oszlopok ugyanolyan részletekből tevődnek össze, mint a négy oszlop.